# Потомок Чингисхана
«Пото́мок Чингисха́на» — немой художественный фильм режиссёра Всеволода Пудовкина — заключительная часть его революционной трилогии («Мать», «Конец Санкт-Петербурга»). Сценарий фильма создан Осипом Бриком и Иваном Новокшоновым по мотивам повести последнего «Потомок Чингисхана».

## Повесть «Потомок Чингисхана»
Главный герой повести — Дорчжи — проведя детство и юность в дацане, уходит оттуда и некоторое время батрачит у русского купца. Затем он попадает в партизанский отряд Нестора Каландаришвили.
В одном из боёв его берут в плен колчаковцы. В ладанке Дорчжи (подарок отца, носимый им на шее) зашит документ, из которого следует, что он является прямым потомком Чингисхана. Колчаковцы хотят сделать из Дорчжи марионеточного правителя Монголии. Дорчжи бежит от белогвардейцев и принимает участие в партизанском движении.

## Сценарий
1920 год. Английские колониальные войска безжалостно угнетают и грабят народ Монголии. Из-за конфликта с британским скупщиком пушнины, молодой охотник Баир вынужден бежать в тайгу, где попадает в партизанский отряд. В одном из боёв интервенты захватывают Баира в плен. Британский комендант приказывает расстрелять его. Среди вещей Баира англичане находят документ на старомонгольском языке, из которого следует, что его владелец является прямым потомком Чингисхана. Между тем, Баир уже подвергнут расстрелу, но чудом остаётся в живых. Англичане лечат его, чтобы использовать в своих целях — сделать марионеточным правителем Монголии и тем облегчить захват всей страны. Баира окружают вниманием и почётом, одевают в богатые одежды. Но он, восстав против жестокости и алчности оккупантов, поднимает за собой весь народ. Как отмечает К. Кларк: "В знаменитой концовке герой фильма, молодой бурят Баир, сбегает от британцев, которые пытались сделать его марионеточным правителем, и присоединяется к революционному восстанию. Экспедиционные войска преследуют его, но поднявшаяся буря застигает англичан врасплох. Они вынуждены отступить. Баир и его друзья отправляются в погоню и, слившись с бурей, изгоняют англичан со своей земли. Сценарий, написанный Осипом Бриком, в первоначальном виде предполагал более сложную концовку. Герой на коне яростно несется по степи, через монгольские деревушки, реки и горы. Все ускоряя бег коня, Баир видит на горизонте мираж — чудесный город. Двигаясь с нарастающей скоростью, он несется навстречу миражу, пока мираж не оказывается Москвой".
Долгое время считалось, что автором сценария является Осип Брик, но сейчас доказано, что Иван Новокшонов принимал в его создании прямое и непосредственное участие и был сосценаристом Осипа Брика. 19 декабря 1957 года Всесоюзное управление по охране авторских прав выдало семье покойного писателя Ивана Новокшонова документ, подтверждающий, что он является соавтором сценария.

## Съёмки фильма
В марте 1928 года съёмочная группа выехала в Верхнеудинск и прибыла в город 2 апреля. Сценарий Пудовкину не нравился и он решил на месте переделать его. В Бурятии большую помощь съёмочной группе оказал супруг Марии Сахьяновой заместитель председателя Бурятского учёного комитета Александр Иванович Оширов, который долгое время находился в составе дипломатической миссии в Китае.

Пудовкин писал:

«…Я далёк от того, чтобы называть кинокартину „Потомок Чингис-хана“ самой удачной из моих постановок, но условия, в которых мне пришлось над нею работать, были действительно удачными в моей творческой практике. Я поехал в новые, совершенно незнакомые мне места, я встречался с никогда не виданными мною людьми. У меня не было заранее придуманного сценария, существовал только его сюжетный план. Сценарий рос вместе с живыми наблюдениями, представляющими для меня постоянный острый интерес. Я помню, как пересекая огромные плоскогорья Бурят-Монголии, мы то и дело останавливали автомобиль, чтобы сфотографировать внезапно поразившие нас виды: жанровые, бытовые картины, ещё не зная даже, какое место займут они в будущем фильме…»
Один из эпизодов фильма намеревались снять в Тамчинском дацане. Однако этому воспротивились ламы монастыря. По просьбе Пудовкина правительство Бурят-Монгольской АССР обратилось к Пандито Хамбо-ламе с просьбой разрешить съёмки, на что было дано согласие. После этого дацан специально для съёмок перенёс время проведения Цама. Уникальные кадры церемонии Цам представляют большую этнографическую ценность.
Съёмки фильма проходили в Верхнеудинске на станции Дивизионной, в Заудинском предместье, в центре города — в конце улицы Ленина, на площади у гаража Совнаркома (ул. Ленина 13), в Верхней Берёзовке, а также в Боргойской степи, на горе Омулёвке в окрестностях Ганзурино, в Новоселенгинске, Тарбагатае и других местах Бурятии.
В съёмках фильма принимали участие местные жители, участники партизанского движения, джидинские пастухи, семейские крестьяне из Тарбагатая, ламы Тамчинского дацана. Роль отца Баира сыграл отец Валерия Инкижинова. В финале картины приняло участие более двух тысяч всадников, съехавшихся со всей Боргойской долины.

## В ролях
- Валерий Инкижинов — Баир, охотник
- А. Дединцев — британский комендант
- Анель Судакевич — дочь коменданта
- Карл Гурняк — британский солдат
- Александр Чистяков — командир партизанского отряда
- Л. Белинская — жена коменданта
- Фёдор Иванов — лама
- В. Про — британский миссионер, переводчик
- Владимир Цоппи — Смит, торговец пушниной
- Борис Барнет — британский солдат с трубкой
- Иван Инкижинов — отец Баира
- Леонид Оболенский — адъютант коменданта
- Александр Батурин — англичанин
- Александр Ледащев — комсомолец Шура

## Съёмочная группа
- Режиссёр — Всеволод Пудовкин
- Сценарист — Осип Брик, Иван Новокшонов
- Оператор — Анатолий Головня
- Художники — Моисей Аронсон, Сергей Козловский
- Ассистент режиссёра — Александр Ледащев

## Прокат
Премьера фильма в СССР состоялась 10 ноября 1928 года. В декабре того же года состоялся показ «Потомка Чингисхана» в Берлине. В Европе фильм шёл под названием «Буря над Азией» и приобрёл большую популярность. В апреле 1929 года кинокартина с триумфом прошла в Будапеште, в феврале 1930 года — в Нидерландах и Англии. Весной 1935 года фильм получил приз Первого Московского международного кинофестиваля. В 1937 году картина демонстрировалась на Всемирной выставке в Париже.
Исполнитель главной роли Валерий Инкижинов в 1930 году остался с семьёй в Париже, поэтому с середины 1930-х фильм не демонстрировался в СССР, а имя Инкижинова было удалено из титров.
Фильм был восстановлен и озвучен на киностудии им. М. Горького в 1985 году. Автор музыки — Николай Крюков.

## Архив
В Улан-Удэ в галерею Льва Бардамова вернулось письмо Валерия Инкижинова от 9 октября 1928 года адресованное продюсеру Александру Ивановичу Оширову